# Charles R. Eckert
Charles Richard Eckert (* 20. Januar 1868 in Pittsburgh, Pennsylvania; † 26. Oktober 1959 in Rochester, Pennsylvania) war ein US-amerikanischer Politiker. Zwischen 1935 und 1939 vertrat er den Bundesstaat Pennsylvania im US-Repräsentantenhaus.

## Werdegang
Charles Eckert besuchte die öffentlichen Schulen seiner Heimat, die Piersol’s Academy in West Bridgewater und das Geneva College in Beaver Falls. Nach einem anschließenden Jurastudium und seiner 1894 erfolgten Zulassung als Rechtsanwalt begann er in Beaver in diesem Beruf zu arbeiten. Später schlug er als Mitglied der Demokratischen Partei auch eine politische Laufbahn ein. Im Juni 1928 nahm er als Delegierter an der Democratic National Convention in Houston teil, auf der Al Smith als Präsidentschaftskandidat nominiert wurde.
Bei den Kongresswahlen des Jahres 1934 wurde Eckert im 26. Wahlbezirk von Pennsylvania in das US-Repräsentantenhaus in Washington, D.C. gewählt, wo er am 3. Januar 1935 die Nachfolge des Republikaners J. Howard Swick antrat. Nach einer Wiederwahl konnte er bis zum 3. Januar 1939 zwei Legislaturperioden im Kongress absolvieren. Während dieser Zeit wurden dort weitere New-Deal-Gesetze der Roosevelt-Regierung verabschiedet. 1935 wurden erstmals die Bestimmungen des 20. Verfassungszusatzes angewendet, wonach die Legislaturperiode des Kongresses jeweils am 3. Januar endet bzw. beginnt.
1938 wurde Charles Eckert nicht wiedergewählt. Nach dem Ende seiner Zeit im US-Repräsentantenhaus praktizierte er wieder als Anwalt. Außerdem war er Vorstandsmitglied der Firma Beaver Trust Co. Er starb am 26. Oktober 1959 im Alter von 91 Jahren bei einem Autounfall in Rochester und wurde in Beaver beigesetzt.